# Megachile bispinosa
Megachile bispinosa är en biart som beskrevs av Heinrich Friese 1921. Megachile bispinosa ingår i släktet tapetserarbin, och familjen buksamlarbin. Inga underarter finns listade i Catalogue of Life.